# Ил-34
Ил-34 — проект военно-транспортного самолёта, разрабатывался на базе планёра Ил-32 в КБ Ильюшина в 1948-1949 годах.

## История
Проект предусматривал моторизацию планёра Ил-32, который обладал взлётной массой, не позволявшей поднять его в воздух ни одним самолётом-буксировщиком, имевшимся в СССР в то время. По расчётам конструкторов оснащение планёра моторами позволило бы перевозить до 60 солдат со снаряжением или 7 тонн груза. Однако заявленные характеристики военных не заинтересовали, несмотря на то, что транспортных машин подобной грузоподъемности на вооружении не было. ГВФ проект тоже не заинтересовал, по мнению специалистов в случае эксплуатации подобной машины увеличилась бы себестоимость и снизилась безопасность перевозок.

## Конструкция
Самолёт представлял собой цельнометаллический высокоплан с фюзеляжем прямоугольного сечения c грузовым отсеком и кабиной экипажа. Крыло имело поворотные закрылки и элероны. Хвостовое оперение с неподвижным стабилизатором, металлические рули высоты и направления с полотняной обшивкой. Хвостовая часть фюзеляжа откидывалась в бок, тем самым открывая доступ в грузовой отсек для погрузки и разгрузки. Машину предполагалось оснастить двумя поршневыми двигателями АШ-82ФН мощностью по 1700 л.с.

### Технические характеристики
- Экипаж:
- Длина:
- Размах крыла:
- Высота:
- Площадь крыла:
- Коэффициент удлинения крыла:
- Профиль крыла:
- Масса пустого: кг
- Масса снаряженного: кг
- Нормальная взлетная масса: кг
- Максимальная взлетная масса: кг
- Масса полезной нагрузки: 7000 кг
- Масса топлива и масла: кг
- Двигатели: 2× АШ-82ФН
- Мощность: 2× 1700 л.с.[2]

### Лётные характеристики
- Максимальная скорость:
  - у земли: 272 км/ч
  - на высоте 5000 м.: 300 км/ч
- Крейсерская скорость:
- Посадочная скорость:
- Практическая дальность: 2185
- Практический потолок:
- Скороподъёмность: м/с
- Нагрузка на крыло: кг/м²
- Тяговооружённость: Вт/кг
- Максимальная эксплуатационная перегрузка:[2]